# Natália Falavigna
Natália Falavigna Silva (Maringá, 9 de mayo de 1984) es una deportista brasileña que compitió en taekwondo.
Participó en tres Juegos Olímpicos de Verano entre los años 2004 y 2012, obteniendo una medalla de bronce en Pekín 2008 en la categoría de +67 kg. En los Juegos Panamericanos de 2007 consiguió una medalla de plata.
Ganó cuatro medallas en el Campeonato Mundial de Taekwondo entre los años 2001 y 2009, y una medalla en el Campeonato Panamericano de Taekwondo de 2006.

## Palmarés internacional
| Juegos Olímpicos        | Juegos Olímpicos         | Juegos Olímpicos  | Juegos Olímpicos |
| Año                     | Lugar                    | Medalla           | Categoría        |
| ----------------------- | ------------------------ | ----------------- | ---------------- |
| 2008                    | Pekín (China)            | Medalla de bronce | +67 kg           |
| Campeonato Mundial      |                          |                   |                  |
| Año                     | Lugar                    | Medalla           | Categoría        |
| 2001                    | Jeju (Corea del Sur)     | Medalla de bronce | –63 kg           |
| 2005                    | Madrid (España)          | Medalla de oro    | –72 kg           |
| 2007                    | Pekín (China)            | Medalla de bronce | –72 kg           |
| 2009                    | Copenhague (Dinamarca)   | Medalla de bronce | +73 kg           |
| Juegos Panamericanos    |                          |                   |                  |
| Año                     | Lugar                    | Medalla           | Categoría        |
| 2007                    | Río de Janeiro (Brasil)  | Medalla de plata  | +67 kg           |
| Campeonato Panamericano |                          |                   |                  |
| Año                     | Lugar                    | Medalla           | Categoría        |
| 2006                    | Buenos Aires (Argentina) | Medalla de plata  | –72 kg           |